# Astronomie radar

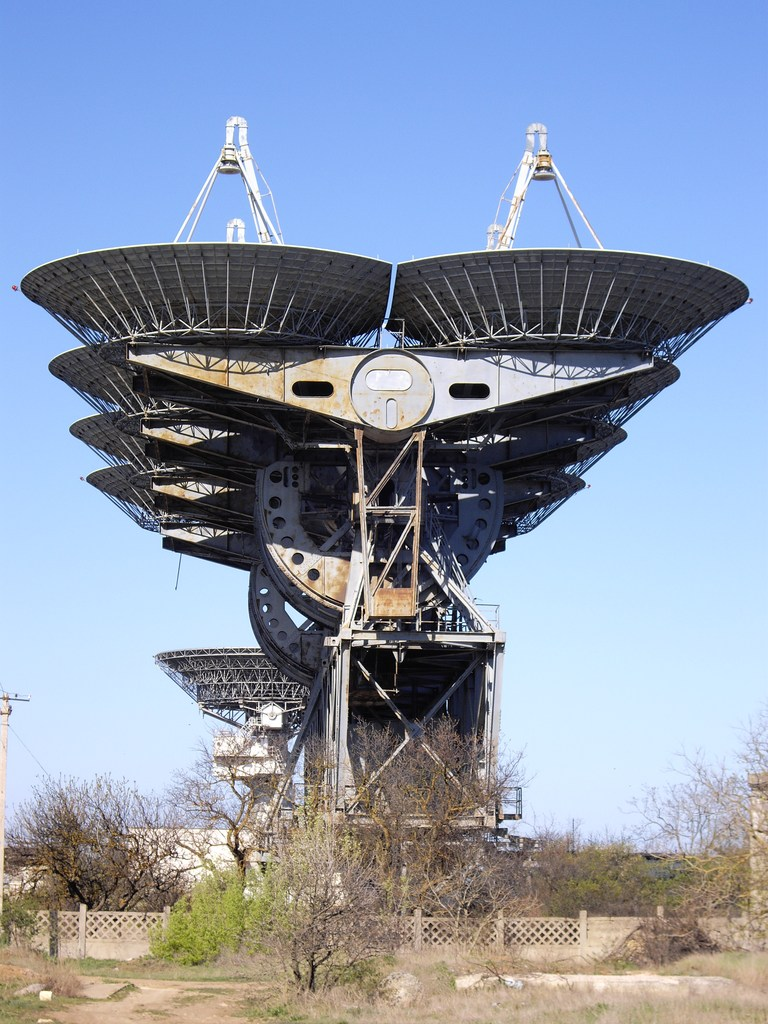
Le radar planétaire pionnier Pluton, URSS, 1960

L'astronomie radar est une technique d'observation des objets astronomiques proches de la Terre qui consiste à envoyer des micro-ondes sur des objets cibles et à analyser les signaux réfléchis. Ce type de technique est utilisé depuis six décennies. L'astronomie radar diffère de la radioastronomie par le fait que cette dernière est une technique observation passive et la première une technique active. Les systèmes radar ont été utilisés pour une grande variété d'études du système solaire. L'émission radar peut être soit continue, soit pulsée.
La puissance du signal de retour du radar est proportionnelle à l'inverse de la puissance quatrième de la distance. Des installations améliorées, une puissance d'émission accrue et des récepteurs plus sensibles ont permis d'accroître les capacités d'observation.
Les techniques radar fournissent des informations inaccessibles par les autres moyens, telles que le test de la relativité générale en observant Mercure et en fournissant une valeur améliorée de l'unité astronomique. Les images radar donnent des informations sur les formes et les propriétés de surface des corps solides, qui ne peuvent être obtenues par d'autres techniques d'observation depuis le sol.

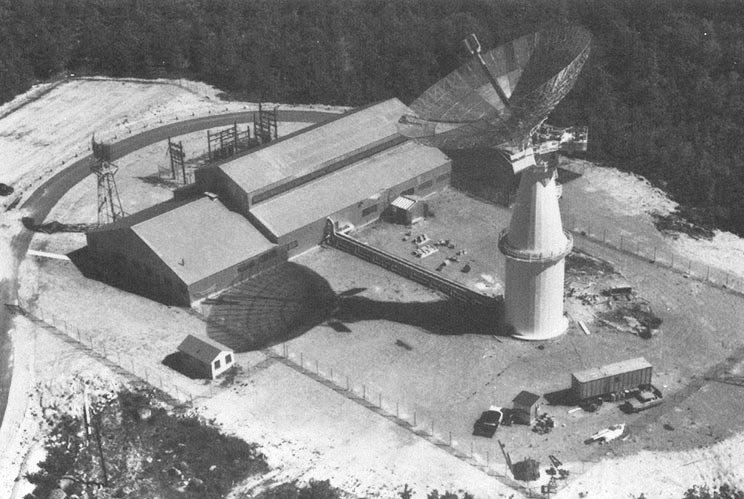
Le radar de Millstone Hill en 1958

En utilisant des radars terrestres très puissants (jusqu'à 1 MW) la radioastronomie est capable de fournir des informations astrométriques extrêmement précises sur la structure, la composition et l'orbite d'objets du système solaire. Cela aide à fournir des prévisions à long terme des impacts d'astéroïdes sur Terre, comme dans l'exemple de l'objet (99942) Apophis. En particulier, les observations optiques indiquent où se trouve un objet dans le ciel, mais ne peuvent pas mesurer sa distance avec une grande précision (l'utilisation de la parallaxe devient plus délicate quand les objets sont petits et peu lumineux). D'un autre côté, le radar mesure directement la distance de l'objet (et la vitesse à laquelle elle varie). La combinaison des observations optiques et radar permet normalement la prévision des orbites pour au moins des décennies, voire des siècles, dans le futur.
Depuis fin 2020, à la suite de l'effondrement du Arecibo Planetary Radar à Porto Rico, une seule installation d'astronomie radar est actuellement opérationnelle : le Goldstone Solar System Radar en Californie.

## Avantages
- Contrôle des caractéristiques du signal [par exemple, modulation temporelle ou fréquentielle de la forme de l'onde et polarisation]
- Résolution spatiale des objets ;
- Précision de la mesure de la vitesse par effet Doppler ;
- pénétration optiquement opaque ;
- Sensibilité aux fortes concentrations de métal ou de glace.

## Inconvénients
La portée maximale de l'astronomie radar est très limitée et réduite au Système solaire. Ceci est dû au fait que la puissance du signal décroît très rapidement avec la distance de la cible, à la faible fraction du flux incident qui est réfléchie par la cible et à la puissance limitée des émetteurs. La distance à laquelle un radar peut détecter un objet est proportionnelle à la racine carrée de la taille de l'objet, à cause de la dépendance à l'inverse de la puissance quatre de la distance de la force de l'écho. Un radar peut détecter un objet d'environ 1 km de diamètre situé à un peu moins d'une unité astronomique, mais à 8-10 ua, la distance de Saturne, les cibles doivent faire au moins quelques centaines de km. Il est également nécessaire de disposer d'éphémérides relativement bonnes de la cible avant de l'observer.

## Histoire
La Lune est comparativement très proche de la Terre et a été détectée par radar peu de temps après l'invention de la technique, en 1946,. Les mesures comprenaient la rugosité de surface puis plus tard la cartographie des régions mal éclairées proches des pôles.
La cible suivante la plus facile est Vénus. C'était une cible d'un grand intérêt scientifique, puisqu'elle fournissait une méthode non ambigüe pour déterminer la valeur de l'unité astronomique, qui était nécessaire pour le domaine naissant des sondes interplanétaires. De plus, une telle prouesse technique avait une grande valeur communicative, et était un excellent moyen de financer les agences.  Il y avait donc une pression considérable pour extraire un résultat scientifique de mesures faibles et bruitées, ce qui était fait par un post-traitement intense des résultats, utilisant la valeur attendue pour savoir où chercher. Ceci conduisit à des déclarations prématurées (du Lincoln Laboratory, de Jodrell Bank et de Vladimir A. Kotelnikov d'URSS) qui se sont toutes révélées incorrectes. Elles concordaient toutes entre elles et avec la valeur conventionnelle de l'unité astronomique de l'époque.
La première détection non ambigüe de Vénus fut faite par le Jet Propulsion Laboratory (JPL) le 10 mars 1961. Une mesure correcte de l'unité astronomique en fut déduite rapidement. Une fois que la valeur correcte a été connue, les autres groupes ont trouvé des échos dans leurs données archivées qui concordaient avec ces résultats.
Voici une liste d'objets planétaires qui ont été observés par ce moyen :
Mars - Cartographie de la rugosité de surface depuis l'observatoire d'Arecibo. La sonde Mars Express possède un radar pénétrant le sol.
Mercure - Valeur plus précise de sa distance à la Terre (test de la Relativité générale). Période de rotation, libration, cartographie de la surface, et en particulier les régions polaires.
Vénus - première détection radar en 1961. Période de rotation, caractéristiques majeures de surface. La sonde Magellan a cartographié toute la planète avec un altimètre radar.
Système jovien - satellites galiléens
Système saturnien - Anneaux et Titan depuis le radiotélescope d'Arecibo, cartographie de la surface de Titan et observation d'autres lunes par la sonde Cassini.
Terre - de nombreux radars aéroportés et spatiaux ont cartographié l'ensemble de sa surface, pour des besoins variés. Un exemple est la Shuttle Radar Topography Mission, qui a cartographié l'ensemble de la Terre avec une résolution de 30 m.

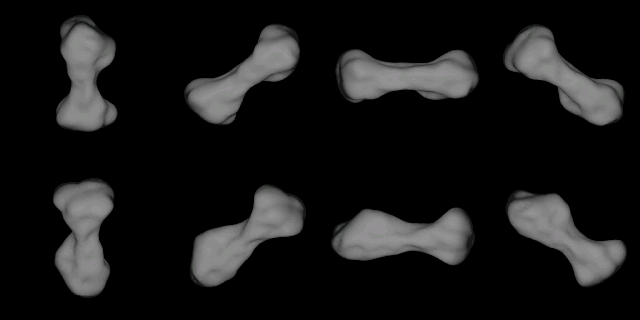
Modélisation informatique de l'astéroïde (216) Cléopâtre, basée sur des observations radar.

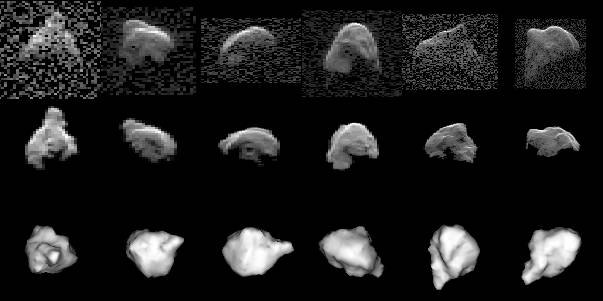
Images radar et modélisation informatique de l'astéroide

## Astéroïdes et comètes
Le radar permet d'étudier la forme, la taille et la période de rotation des astéroïdes et des comètes depuis le sol. L'imagerie radar a produit des images ayant une résolution allant jusqu'à 7,5 m. Avec suffisamment de données, la taille, la forme, la période de rotation et l'albédo radar des astéroïdes cibles peuvent être déterminés.
Seules 18 comètes ont été étudiées par radar, dont 73P/Schwassmann-Wachmann. Au 28 avril 2015, 536 astéroïdes géocroiseurs et 138 astéroïdes de la ceinture principale avaient été observés par radar.